# Live at London's Talk of the Town
Live at London's Talk of the Town es un álbum en vivo de The Temptations grabado en 1970 en el club nocturno Talk of the Town en Londres, Inglaterra. Fue el último álbum en vivo lanzado por la banda durante treinta años, hasta The Temptations in Japan, grabado en 1973, el cual fue lanzado en 2004. El álbum alzando el puesto #21 en el Billboard 200 Pop Album y #5 en la listas de R&B.
Algunas de las canciones incluidas son hits de The Temptations como "My Girl", "I Can't Get Next to You" y "Cloud Nine".
A pesar del éxito del álbum, hasta 2016, nunca se ha lanzado un formato en CD. Sin embargo las canciones están disponibles para comprar por descarga digital en Amazon, iTunes y otros sitios web.

## Lista de canciones
1. "Get Ready" (Smokey Robinson) (cantante principal: Eddie Kendricks)
2. "Girl (Why You Wanna Make Me Blue)" (Norman Whitfield, Eddie Holland) (cantante principal: Eddie Kendricks)
3. "Beauty Is Only Skin Deep" (Whitfield, Holland) (cantante principal: Dennis Edwards)
4. "You're My Everything" (Roger Penzabene, Cornelius Grant, Whitfield) (cantantes principales: Eddie Kendricks, Dennis Edwards)
5. "My Girl" (Robinson, Ronnie White) (cantante principal: Paul Williams)
6. "Ain't to Proud To Beg" (Holland, Whitfield) (cantante principal: Dennis Edwards)
7. "I'm Gonna Make You Love Me" (Kenny Gamble, Leon Huff, Jerry Ross) (cantante principal: Eddie Kendricks)
8. "The Impossible Dream" (Mitch Leigh, Joe Darion) (cantante principal: Paul Williams)
9. "Runaway Child, Running Wild" (Whitfield, Barrett Strong) (cantantes principales: Dennis Edwards, Paul Williams, Eddie Kendricks, Melvin Franklin, Otis Williams)
10. "Don't Let the Joneses Get You Down" (Whitfield, Strong) (cantantes principales: Dennis Edwards, Melvin Franklin, Eddie Kendricks, Paul Williams, Otis Williams)
11. "A Time For Us" (Nino Rota, Henry Mancini) (cantante principal: Eddie Kendricks)
12. "I Can't Get Next To You" (Whitfield, Strong) (cantantes principales: Dennis Edwards, Melvin Franklin, Eddie Kendricks, Paul Williams, Otis Williams)
13. "This Guy's In Love With You" (Burt Bacharach, Hal David) (cantante principal: Otis Williams)
14. "Introduction of Band and Group"
15. "I've Gotta Be Me" (Walter Marks) (cantante principal: Paul Williams)
16. "(I Know) I'm Losing You" (Grant, Whitfield, Holland) (cantante principal: Dennis Edwards)
17. "Cloud Nine" (cantantes principales: Dennis Edwards, Paul Williams, Eddie Kendricks, Melvin Franklin, Otis Williams)
18. "Everything Is Going To Be Alright" (cantante principal: Dennis Edwards)

## Personal
- Burt Rhodes y su orquesta
- Cornelius Grant – guitarra principal, director musical
- Bill White – bajo
- Melvin Brown – batería
- Stacey Edwards – congas